# 佩赖尤尔
佩赖尤尔（Peraiyur），是印度泰米尔纳德邦Madurai县的一个城镇。总人口8880（2001年）。

## 人口
该地2001年总人口8880人，其中男性4512人，女性4368人；0—6岁人口975人，其中男525人，女450人；识字率66.31%，其中男性为73.16%，女性为59.23%。